# Pirascca sagaris
Pirascca sagaris is een vlindersoort uit de familie van de prachtvlinders (Riodinidae), onderfamilie Riodininae.
Pirascca sagaris werd in 1775 beschreven door Cramer.